# Stor-Tallsjötjärnen
Stor-Tallsjötjärnen är en sjö i Krokoms kommun i Jämtland och ingår i Indalsälvens huvudavrinningsområde. Sjön har en area på 0,0879 kvadratkilometer och ligger 372,1 meter över havet. Sjön avvattnas av vattendraget Kläppibäcken.

## Delavrinningsområde
Stor-Tallsjötjärnen ingår i det delavrinningsområde (709536-140989) som SMHI kallar för Mynnar i Rörvattnet. Medelhöjden är 383 meter över havet och ytan är 0,58 kvadratkilometer. Räknas de 3 avrinningsområdena uppströms in blir den ackumulerade arean 33,82 kvadratkilometer. Kläppibäcken som avvattnar avrinningsområdet har biflödesordning 4, vilket innebär att vattnet flödar genom totalt 4 vattendrag innan det når havet efter 303 kilometer. Avrinningsområdet består mestadels av skog (85 procent). Avrinningsområdet har 0,09 kvadratkilometer vattenytor vilket ger det en sjöprocent på 15 procent.